# Dam Bay
Dam Bay – zatoka (ang. bay) w północno-wschodniej części jeziora Card Lake w kanadyjskiej prowincji Nowa Szkocja, w hrabstwie Lunenburg; nazwa urzędowo zatwierdzona 21 sierpnia 1974.